# Tommaso de Vigilia
Tommaso de Vigilia (actiu durant el 1480-1497) va ser un pintor italià del període del Renaixement.
Deixeble d'Antonio Crescencio, al qual se li deuen, entre altres obres:
- Sant Nicolau amb dos sants i àngels. a l'església d'aquest mateix nom de Palerm.
- Verge del Carme, a l'església dels Carmelites.
- Fets de la verge, a la volta de l'Anunciació.

Al Museu Nacional Italià s'hi conserven d'aquest artista un tríptic gòtic amb la Coronació de la Verge.
- Diversos sants i la Transfiguració.
- Abraham servint als àngels.
- Verge amb el Nen.